# شهرستان خوشچنو
شهرستان خوشچنو (به لهستانی: Powiat Choszczno) یک شهرستان در لهستان است که در استان پومرانی غربی واقع شده‌است. شهرستان خوشچنو ۱٬۳۲۷٫۹۵ کیلومتر مربع مساحت و ۵۰٬۰۶۶ نفر جمعیت دارد.